# Olga, la hija de aquella princesa rusa
Olga, la hija de aquella princesa rusa és una pel·lícula argentina dirigida per Diego Santillán sobre el seu propi guió basat en la seva novel·la del mateix nom, que es va estrenar el 3 d'agost de 1972 i que va tenir com a protagonistes a Eduardo Bergara Leumann, Homero Cárpena, Libertad Leblanc i Pablo Palitos.

## Sinopsi
La princesa russa Olga es refugia en París fugint de la Revolució d'Octubre i és protegida per diversos amants rics fins que s'enamora d'un metge pobre.

## Repartiment
- Eduardo Bergara Leumann
- Homero Cárpena
- Alberto del Solar
- Saúl Jarlip
- Libertad Leblanc
- Guillermo Macro
- Rodolfo Onetto
- Pablo Palitos
- Andrés Percivale
- Rogelio Romano
- Rogelio Román
- León Sarthié

## Comentari
La crítica de La Nación  expressava: “Farsa absurda que intenta provocar la hilaritat amb remanidas situacions d'alcova i que després deriva al gènere de vodevil”. Per la seva part el crític de La Opinión va escriure: “Ambientat en un París de cartó atrotinat i recorreguda per personatges increïbles i insofribles […] el lloc de la farsa l'ocupa una falta d'imaginació tan estrident com els decorats virolats”.